# Carlo Bonzanigo
Carlo Bonzanigo est un designer automobile italien et suisse, qui a longuement officié chez Pininfarina et au Style Citroën à Vélizy. De 2015 à fin 2016 Carlo Bonzanigo a dirigé le Studio de Design Q-Red à Maranello, Italie, et a officié en qualité de Consultant chez Ferrari Design, Maranello. De janvier 2017 à décembre 2019 il a été Senior Vice President Design de la maison Pininfarina à Cambiano, près de Turin.

## Biographie

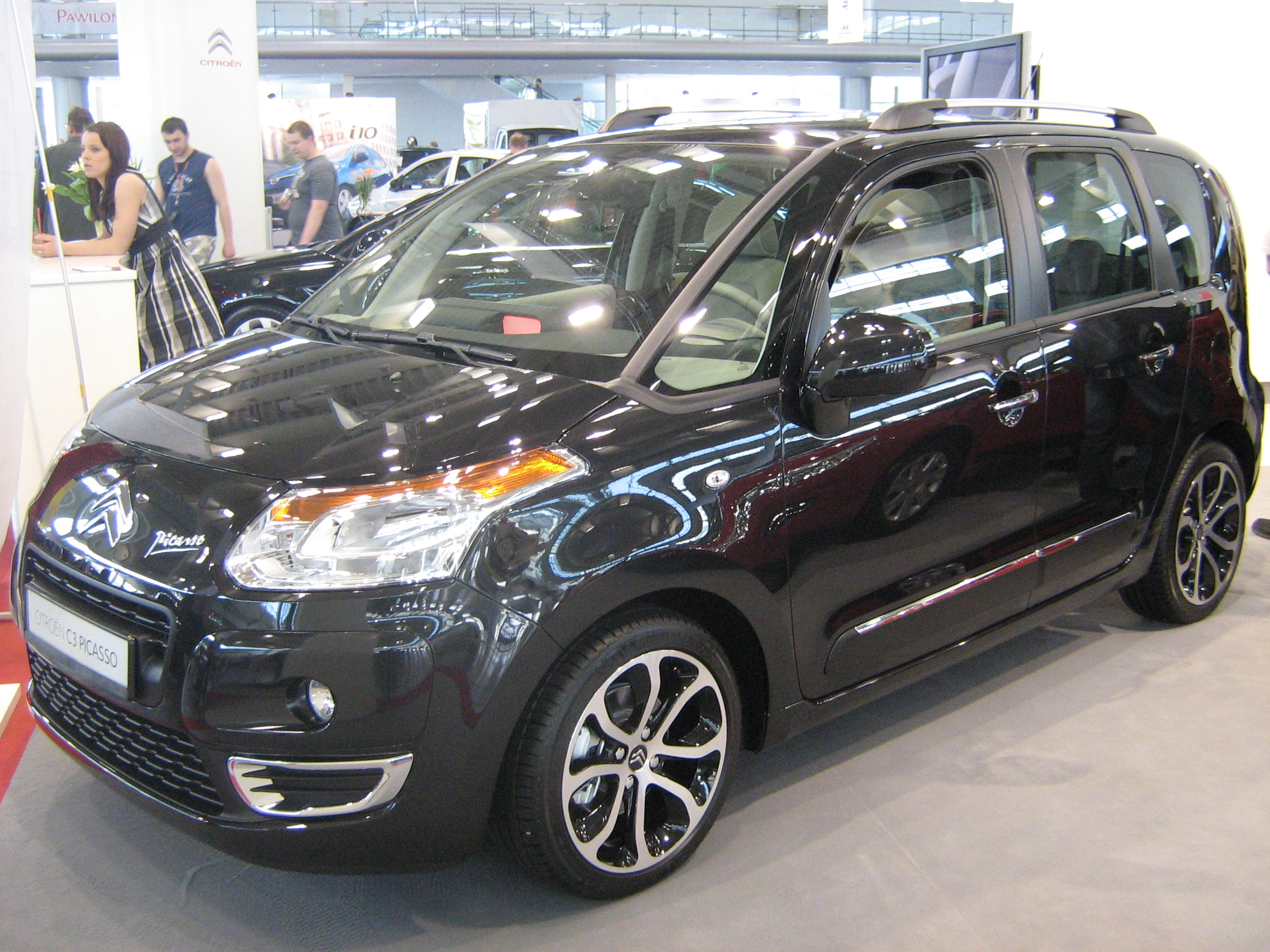
Citroen C3 Picasso

Diplômé d’un Bachelor of Science in Transportation Design de l’Art Center College of Design et d'un Master en Sciences et Ingénierie Mécanique de la section Aéronautique de l’Ecole Polytechnique Fédérale de Zurich (ETHZ), il rentre en 1995 chez la Maison Pininfarina, où il prend de plus en plus de responsabilités jusqu’à devenir en 2002, sous Lorenzo Ramaciotti, Responsable de Projet Design. Dans cette fonction il a été, entre autres,  responsable des Concept Cars Pininfarina Citroën Osée (2001), dont il a aussi dessiné l’intérieur, et Pininfarina Ford Start (2003) ainsi que de la Maserati Granturismo Coupé de production (2003). 

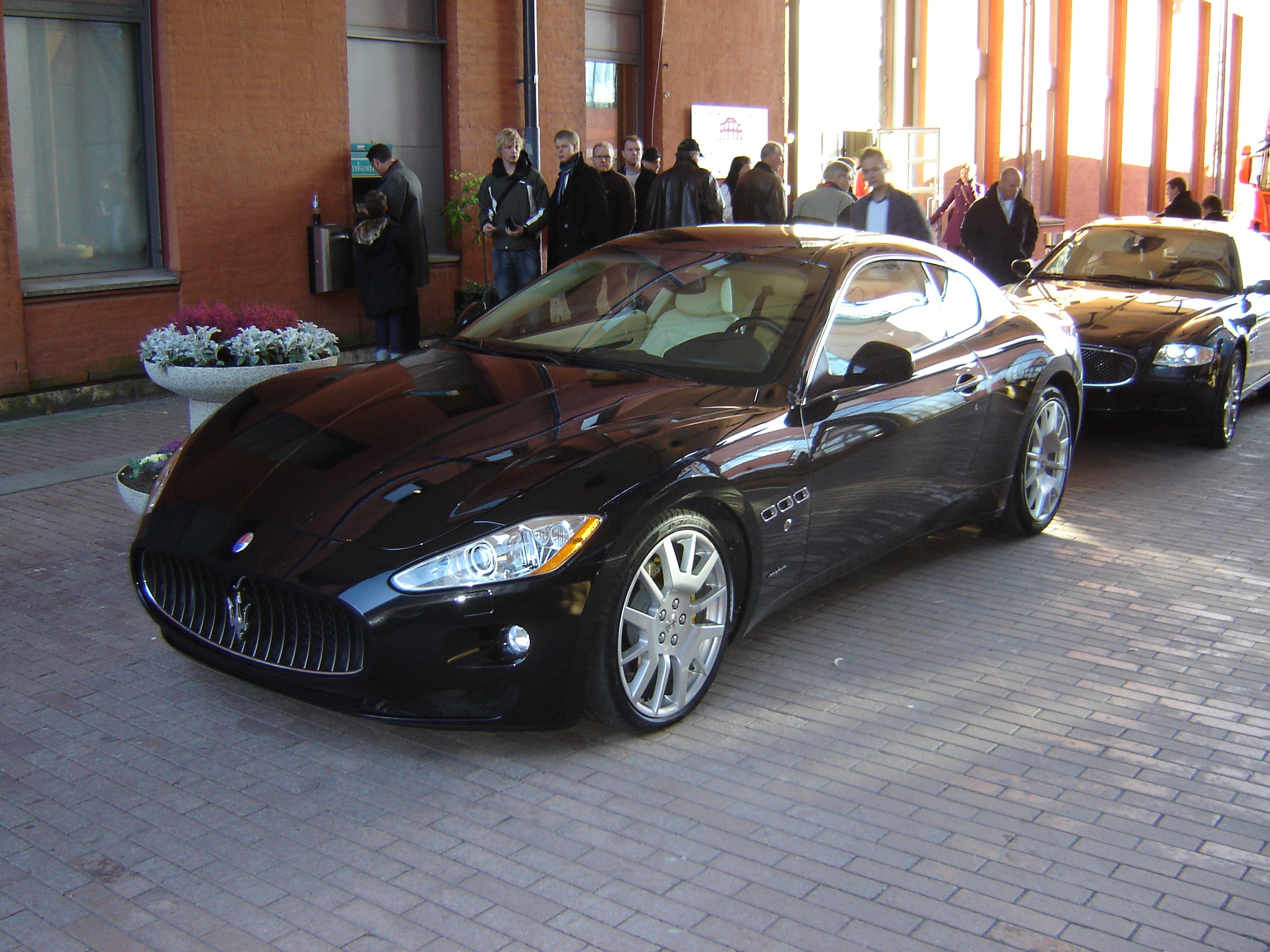
Maserati Gran Turismo

En 2004, appelé en France par Jean-Pierre Ploué, intègre le Groupe PSA Peugeot Citroën comme Chief Designer au Centre de Création Citroën à Vélizy, devenant ainsi membre de l'équipe qui a donné un nouveau souffle au Design Citroën et crée la Marque DS « ex nihilo ». En 2007, il est nommé Directeur du Design des Concept Cars et des Programmes de Coopération Internationale, responsabilités auxquelles s’est ajouté un an après le domaine de l’Advanced Design.

Dans ses fonctions au sein du Groupe PSA Peugeot Citroën, il a été responsable du design des programmes de production  C3 Picasso, C3 Aircross, C4 Aircross et Nouvelle C1  ainsi que des Concept Cars DS Hypnos (2008), DS Revolte (2009),  Tubik (2011), DS Numéro 9 (2012), C1 Swiss and Me et C1 Urban Ride (2014).
De 2008 à 2012, il a été « Maître Expert » du Groupe PSA Peugeot Citroën pour le domaine Design, représentant l’ «Expertise Design » du Groupe dans les congrès et les instances internationales.
De 2015 à fin 2016 Carlo Bonzanigo a dirigé le Studio de Design Q-Red à Maranello, Italie, et officie en qualité de Consultant chez Ferrari Design, Maranello.
De janvier 2017 à décembre 2019 il a été Senior Vice President Design de la maison Pininfarina à Cambiano, près de Turin. Sous sa direction, la maison turinoise a conçu un grand nombre de projets : une gamme de concepts pour le constructeur de Hong Kong Hybrid Kinetic (la HK GT, la Berline HK500  et le Suv HK350 ), ainsi que la Karma GT by Pininfarina ,, présentée en 2019 au Salon de Shanghai et les véhicules pour le premier constructeur vietnamien Vinfast, la Lux A 2.0 Sedan  et la Lux SA 2.0 SUV . Son équipe a également dessiné, en collaboration avec Automobili Pininfarina, la Hypercar électrique Battista,  présentée en 2019 au Salon de  l'Auto de Genève.
En 2021 il publie l’essai « CARS, DESIGN AND EMOTIONS – In praise of aesthetical pleasure », édité en 2021 par la Maison Artioli Editore 1899, Modène, Italie.

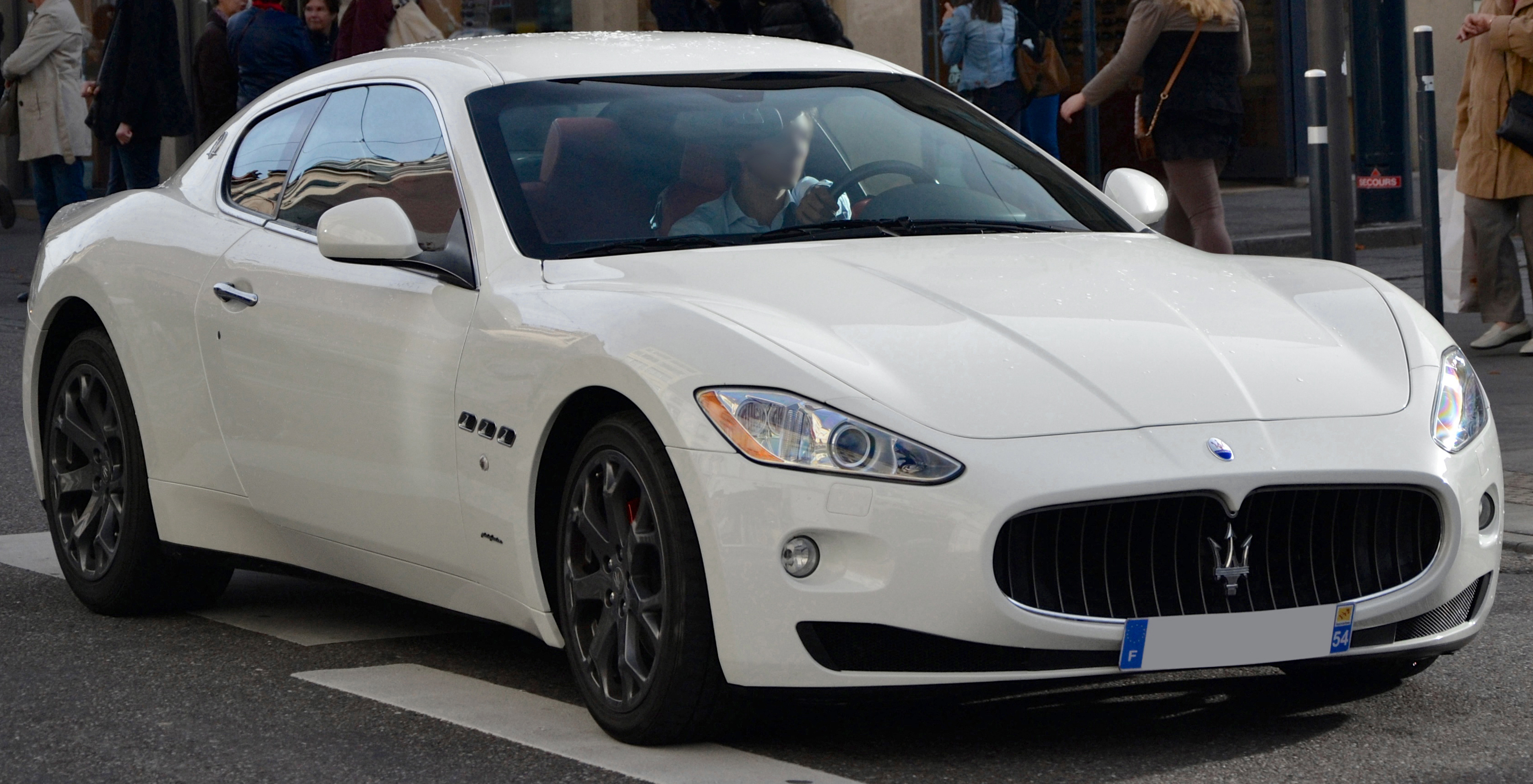
Maserati Granturismo
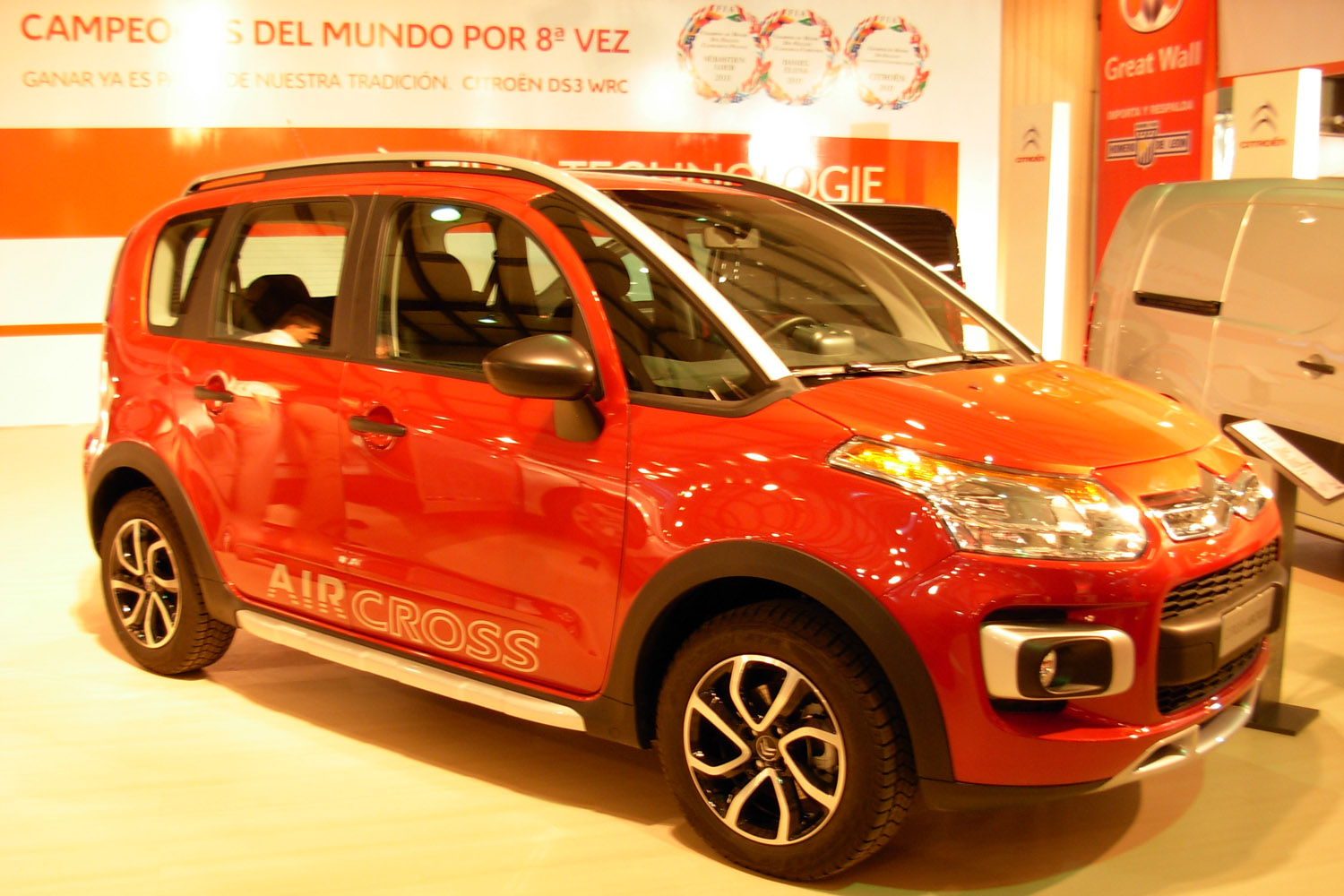
Citroën C3 Aircross
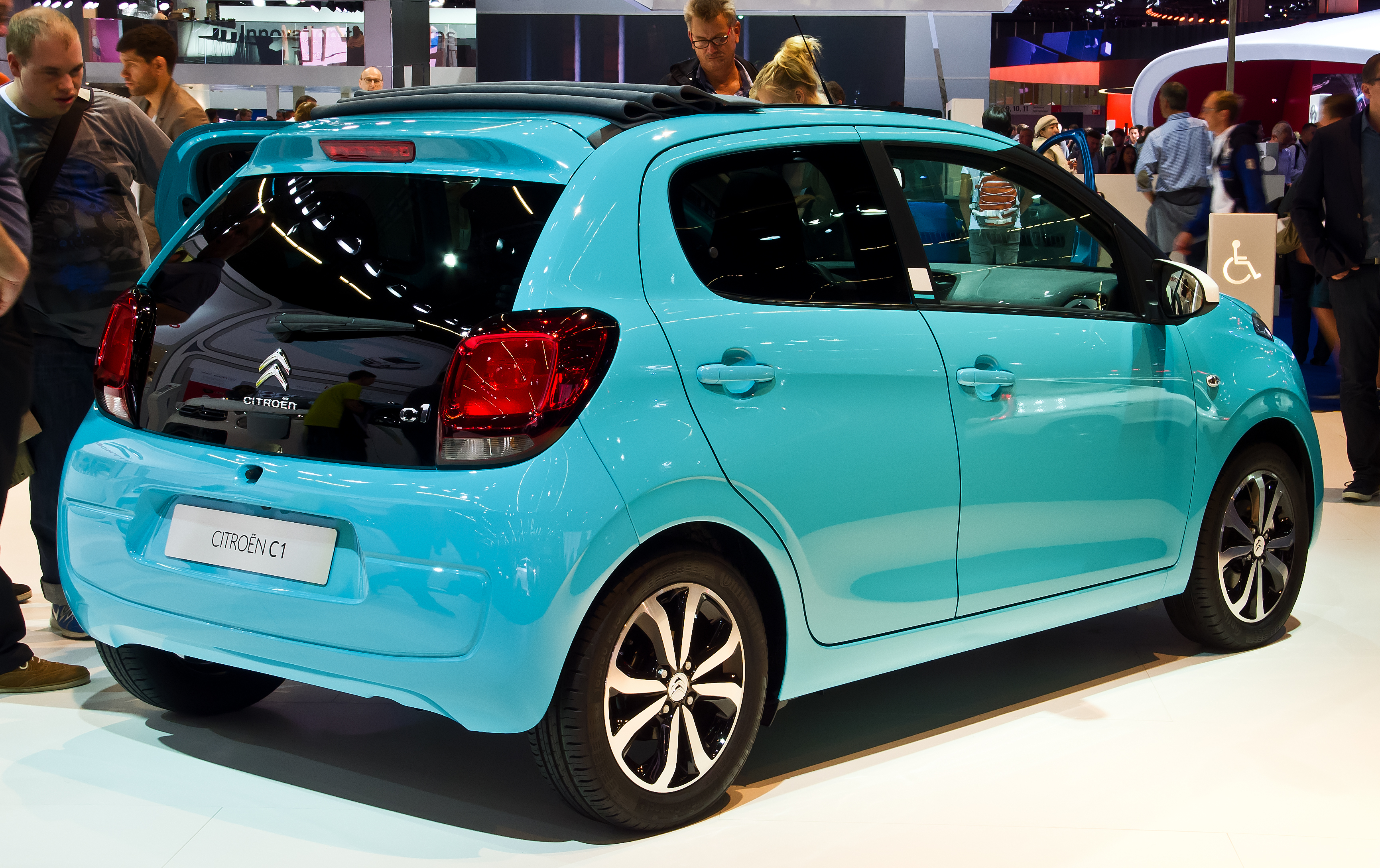
Citroën C1
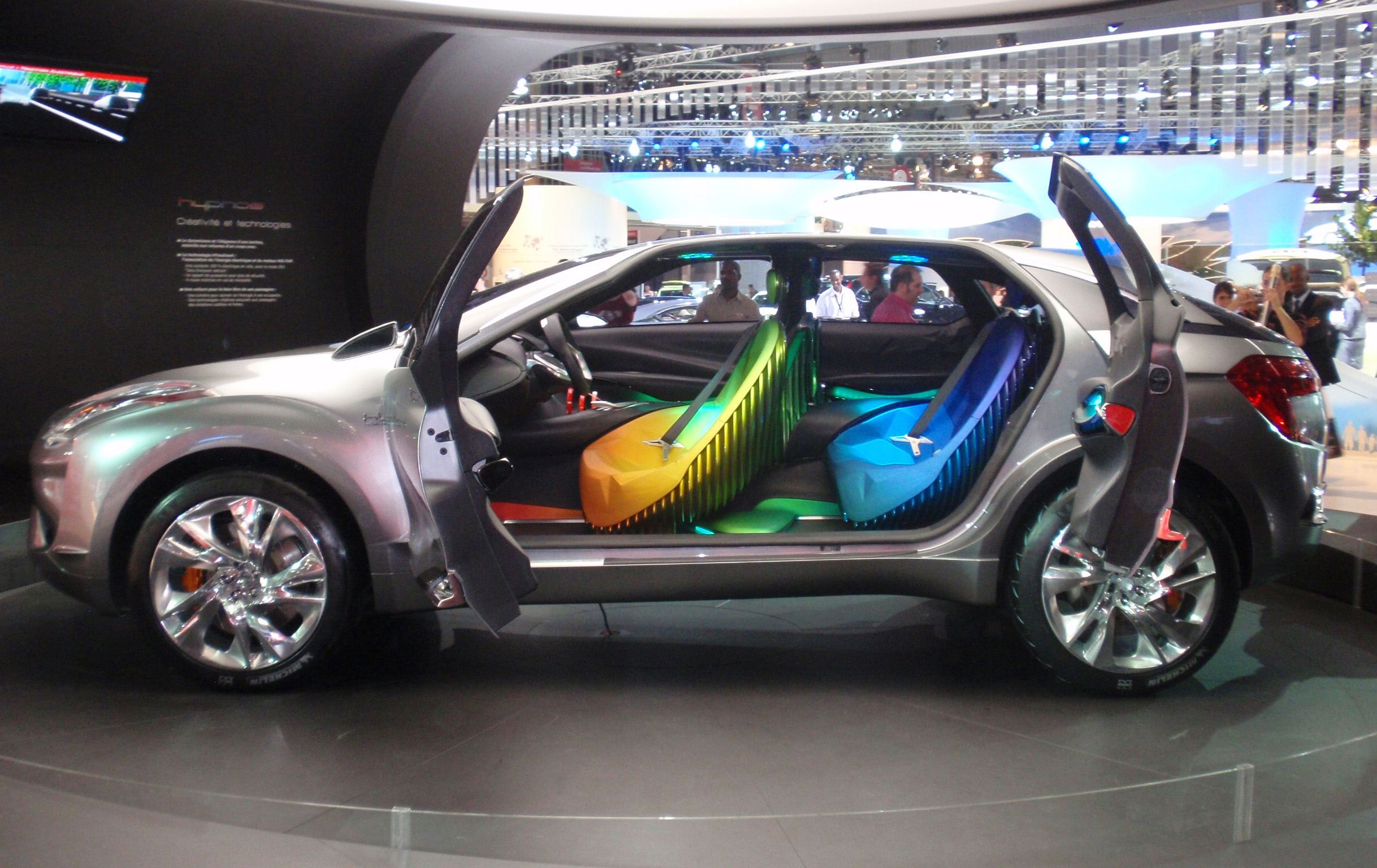
Citroën Hypnos
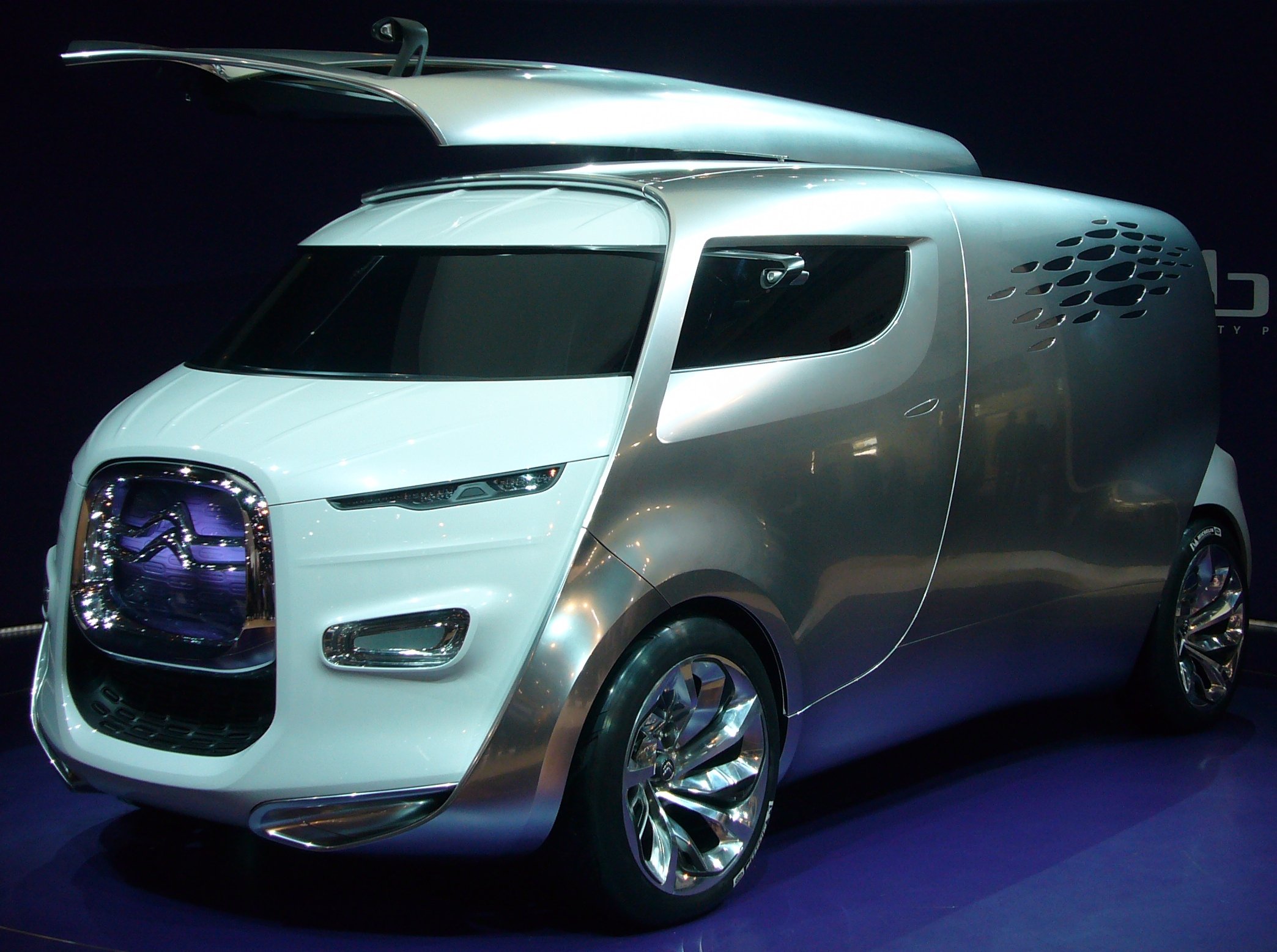
Citroën Tubik
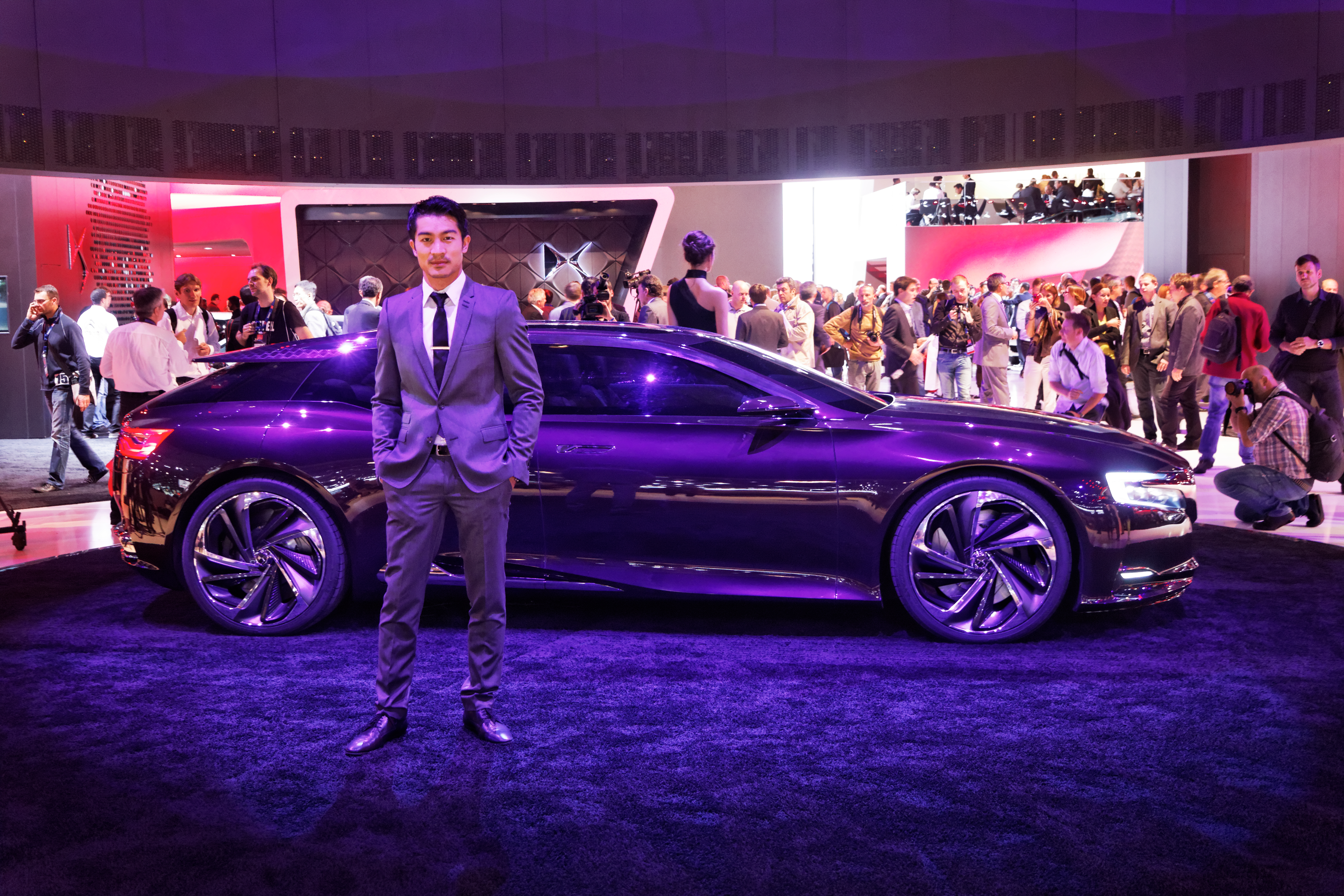
Citroën DS 9
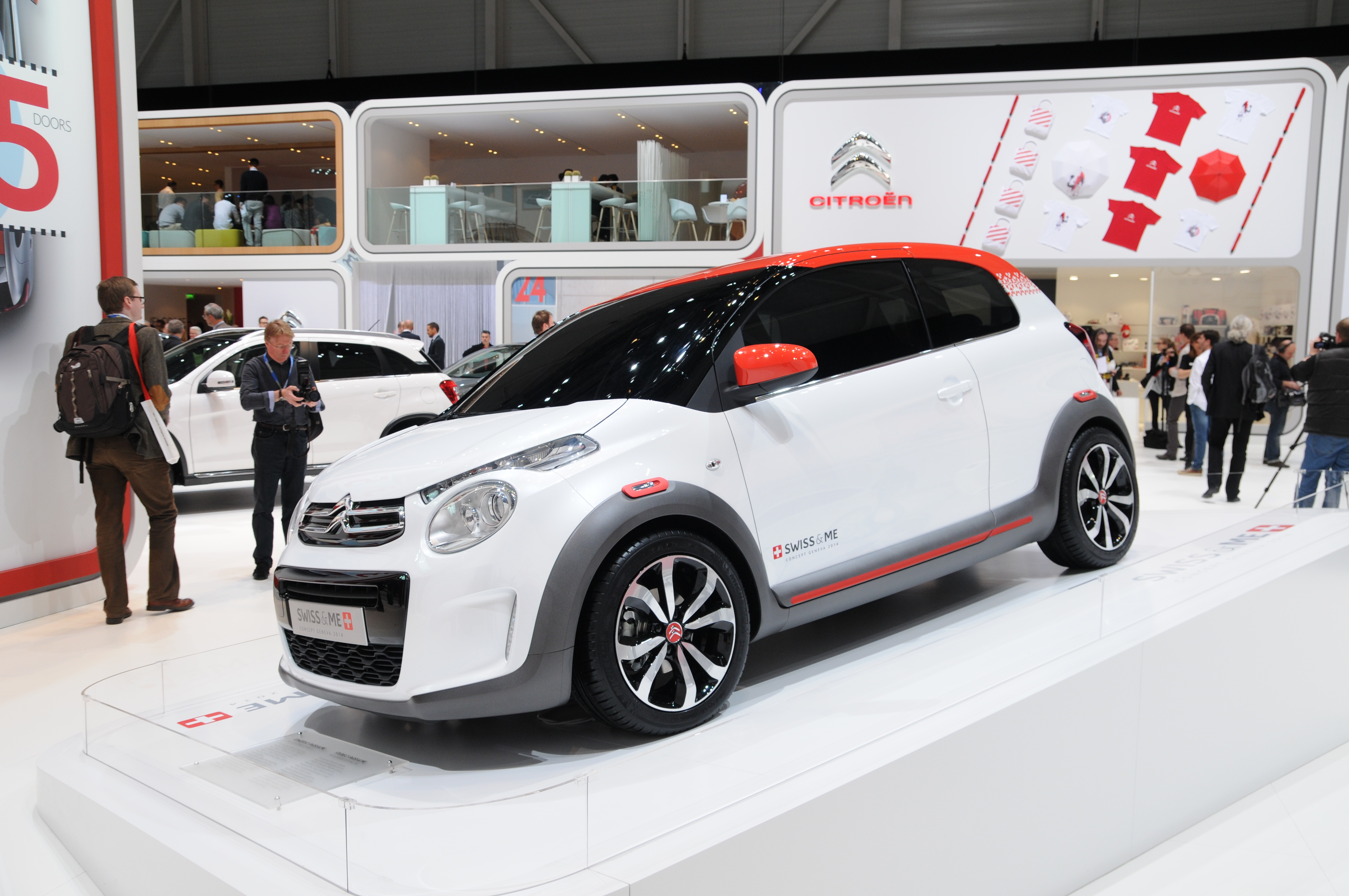
Citroën Swiss and Me
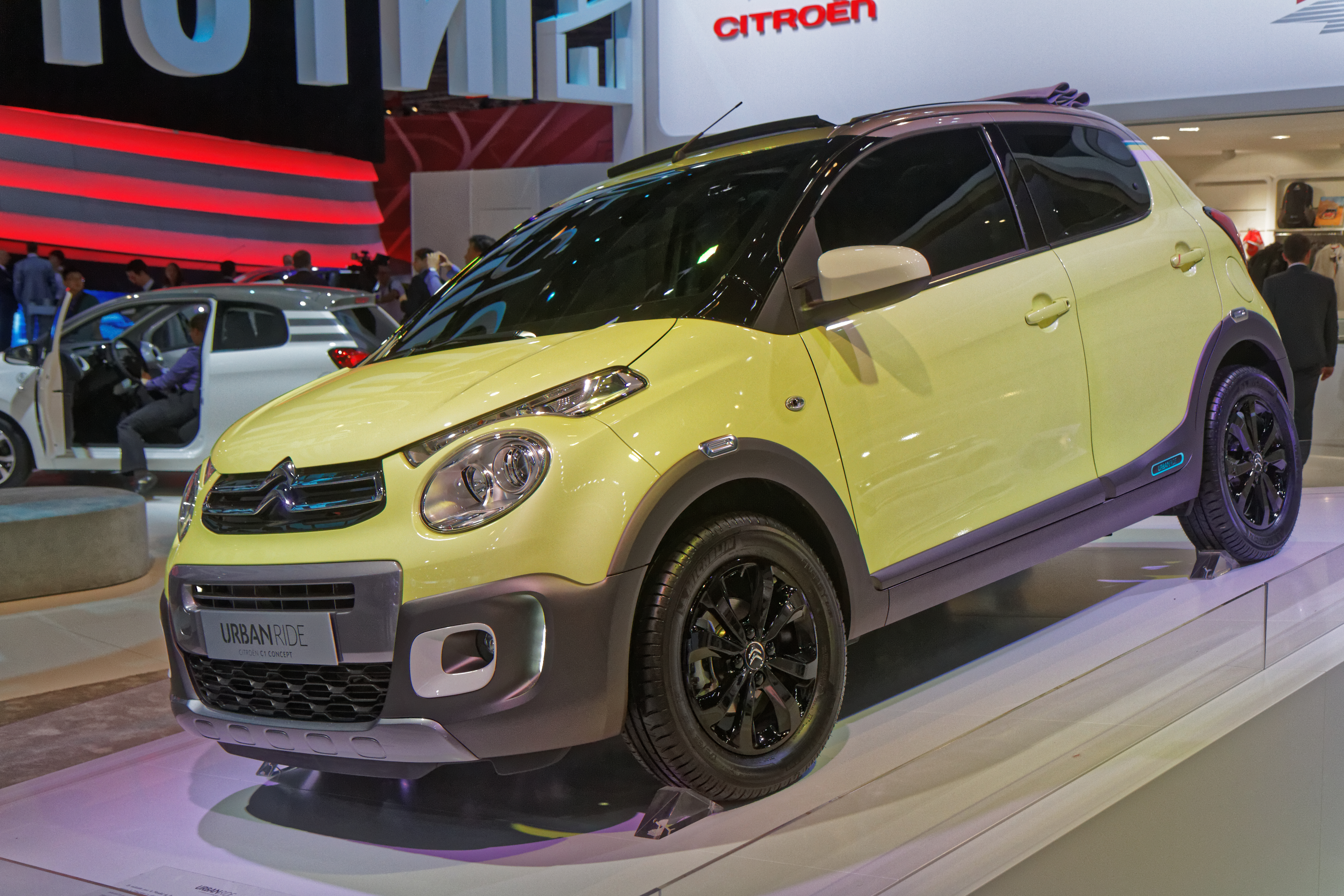
Citroën Urban Ride
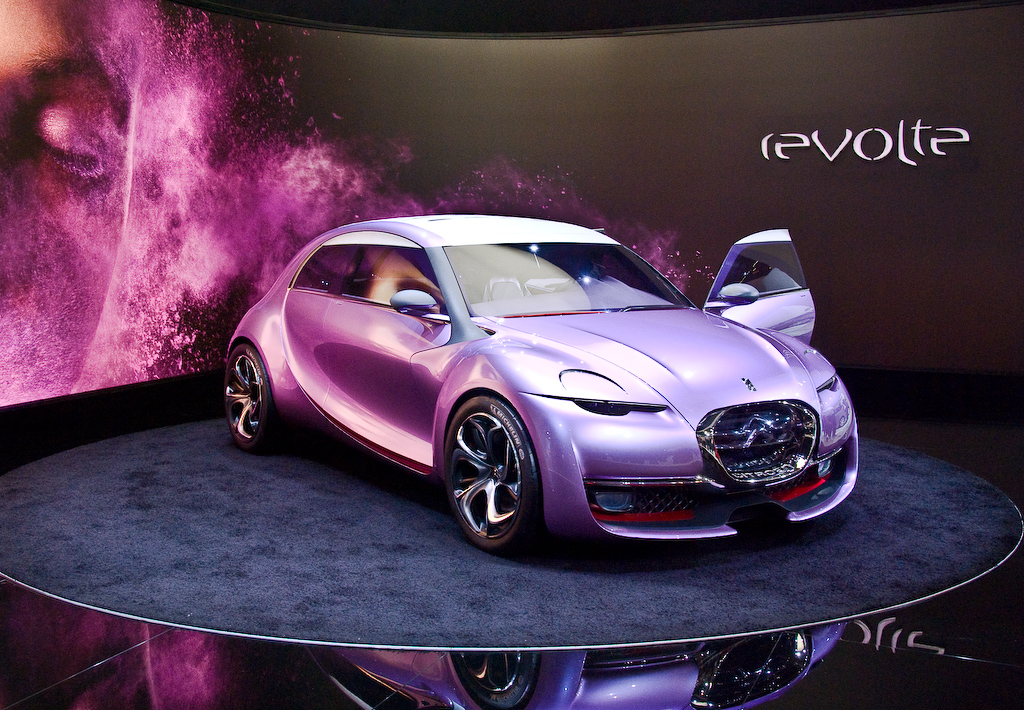
Citroën Revolte
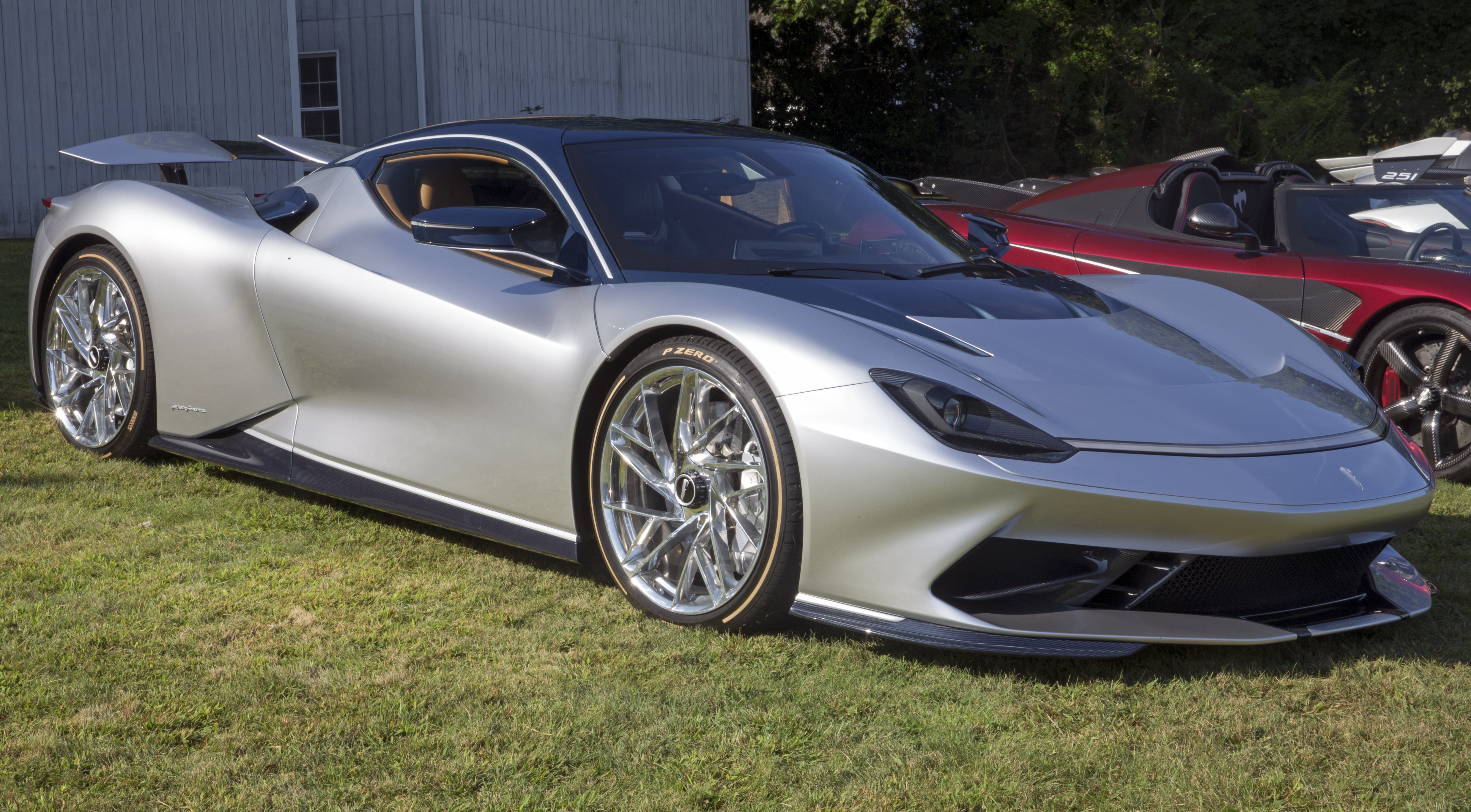
Pininfarina Battista
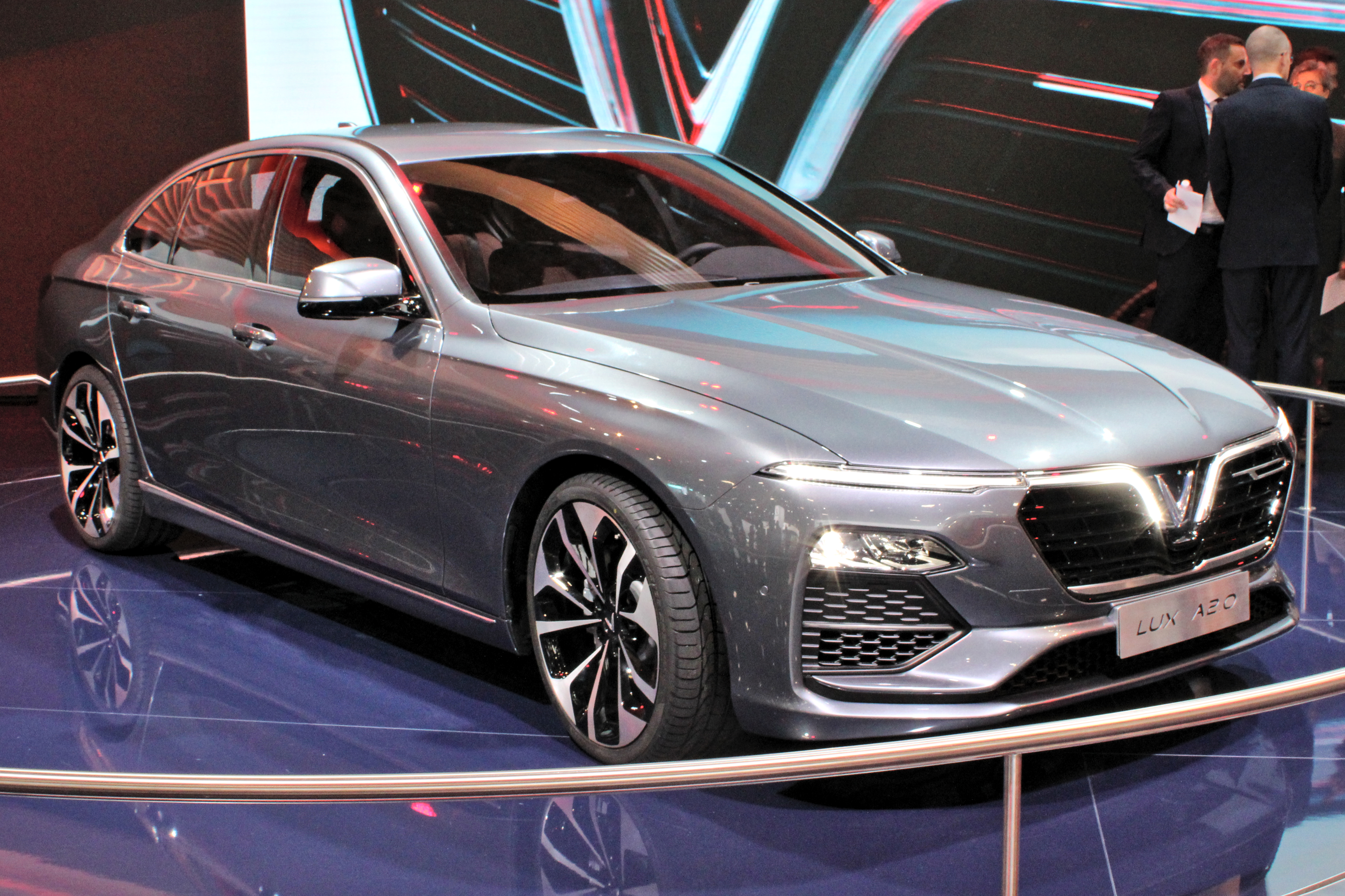
Vinfast Lux A 2.0
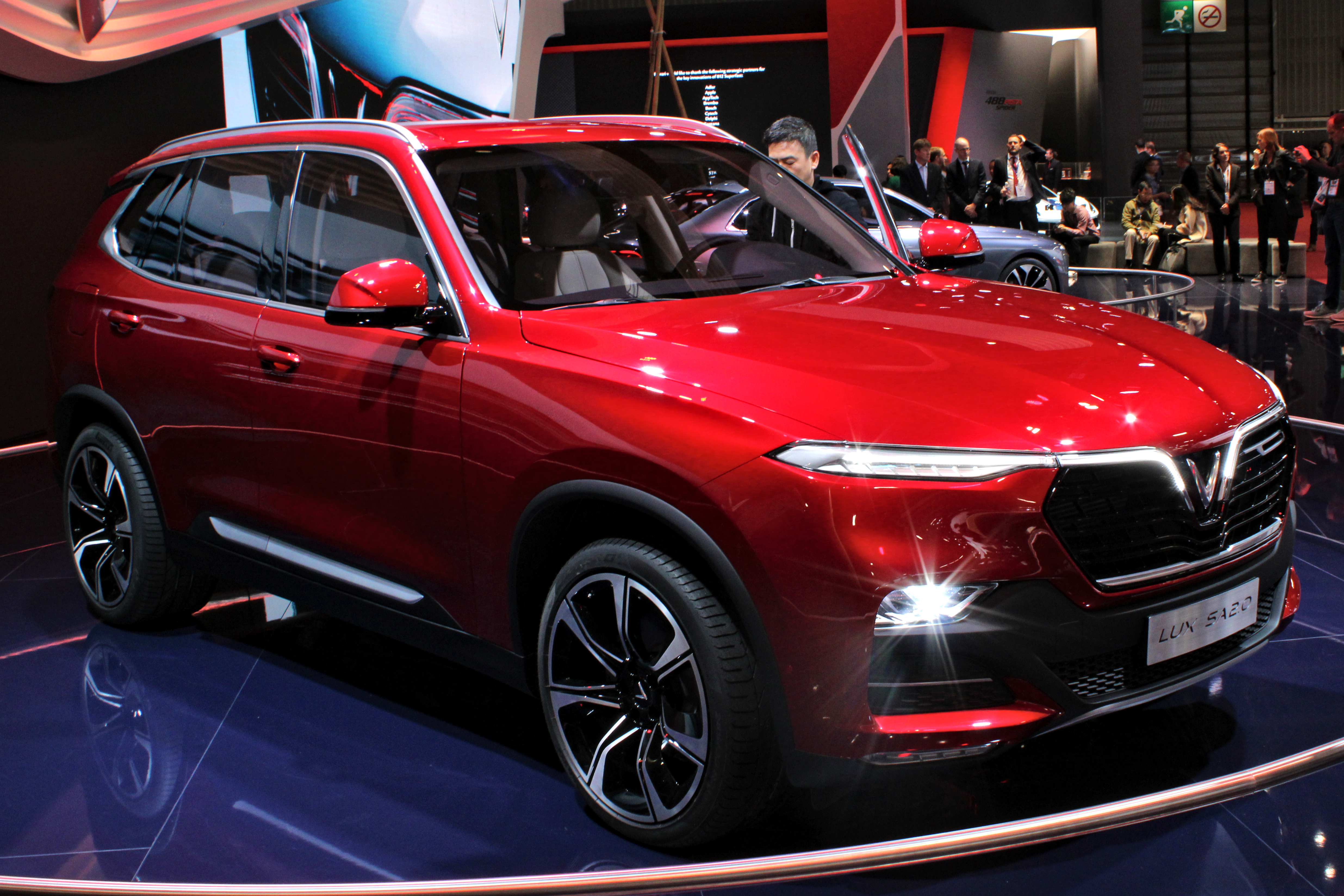
Vinfast Lux SA 2.0
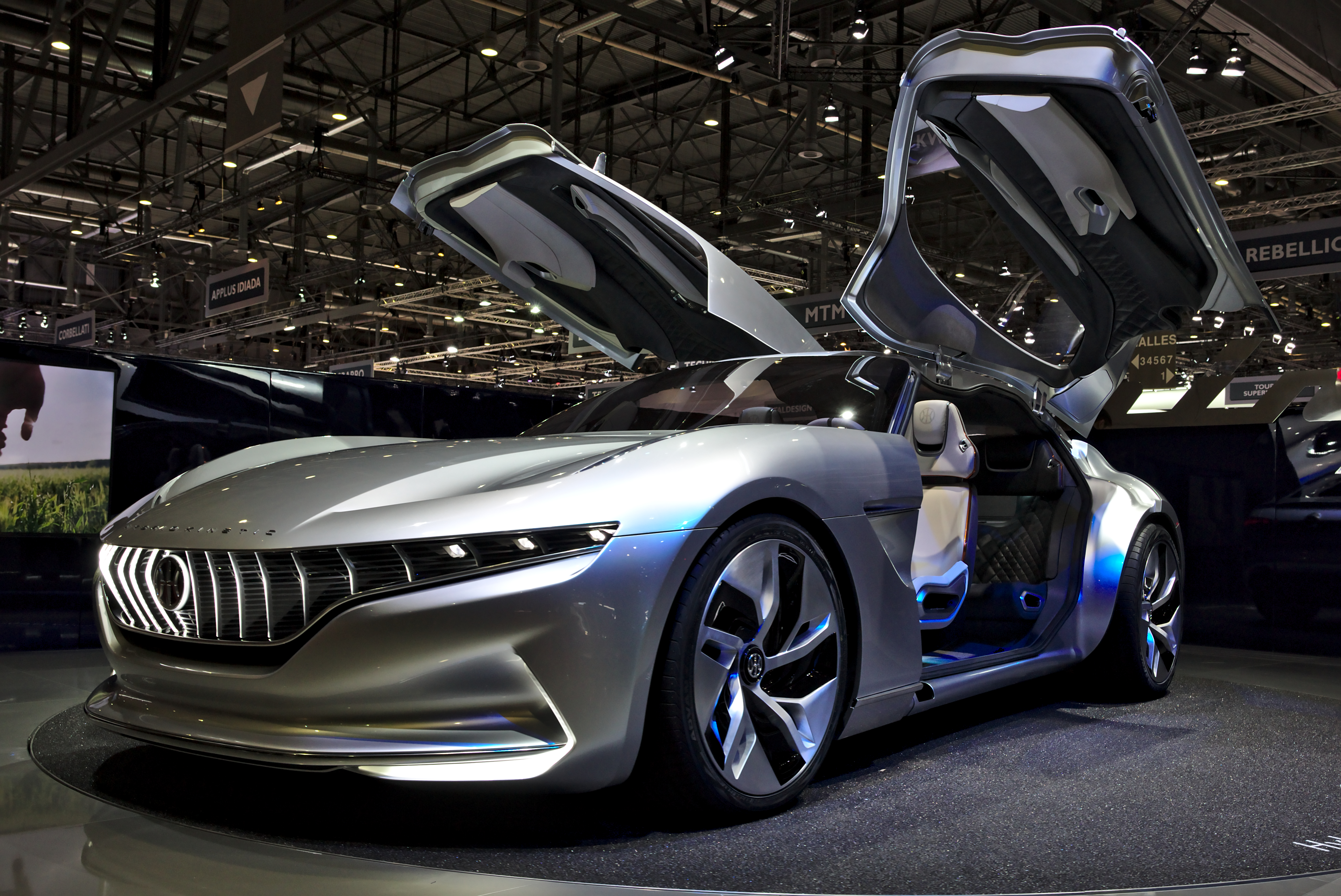
Pininfarina HK GT
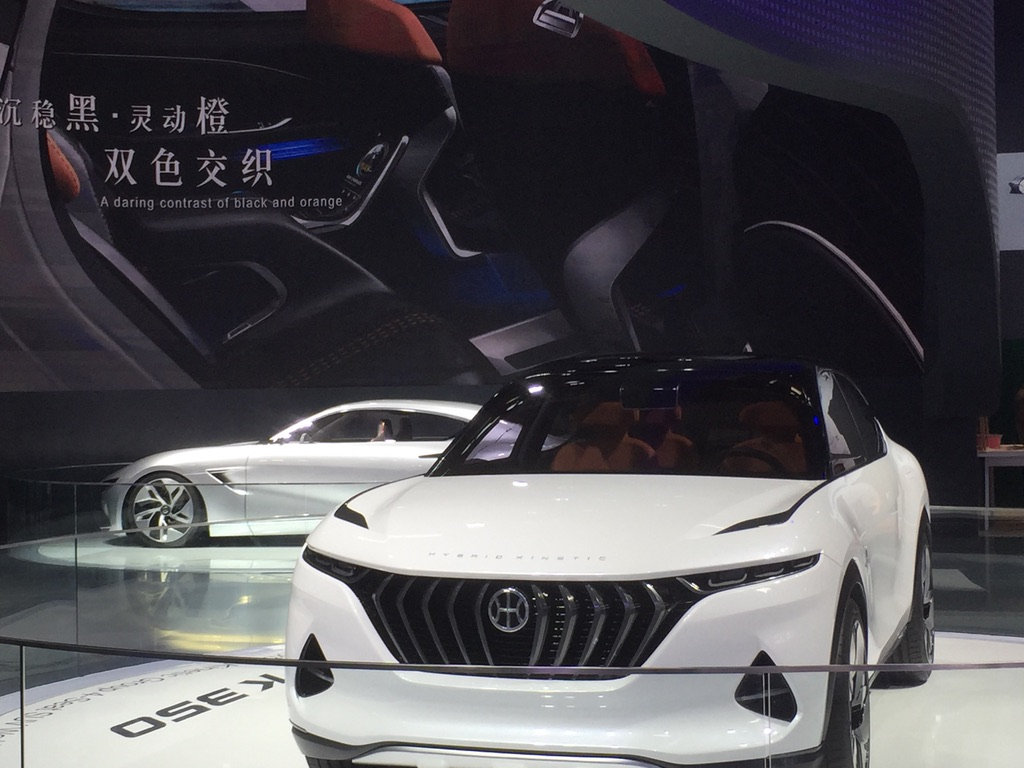
HK 350
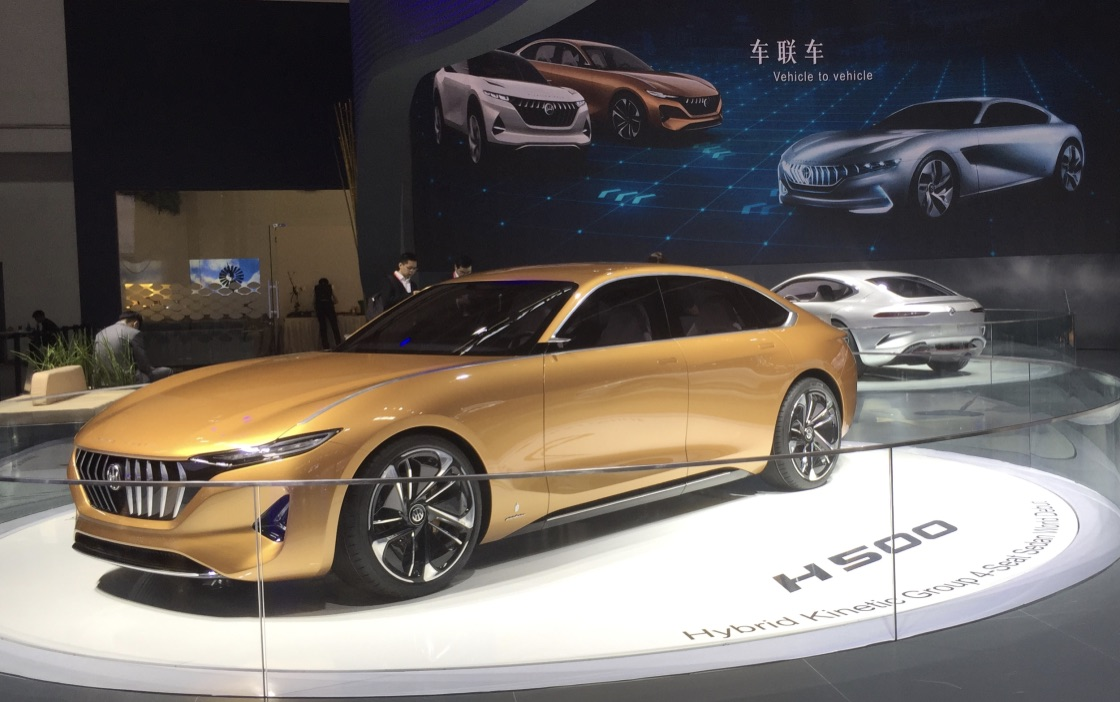
HK 500
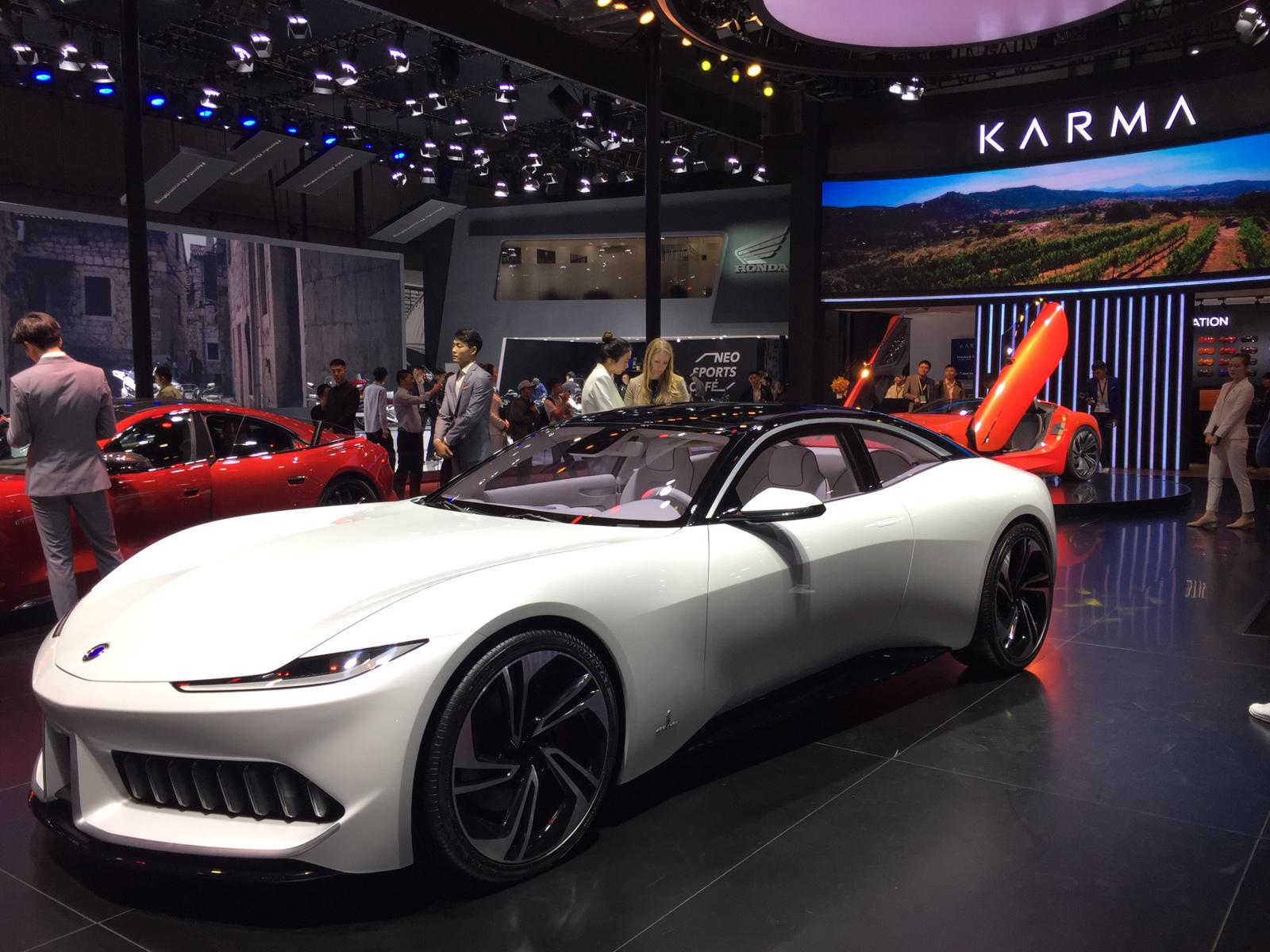
Karma GT by Pininfarina